# Brad McMurray
Brad McMurray (* 2. Februar 1971 in Sydney, Australien) ist ein australischer Schauspieler, der vor allem in kleinen Nebenrollen in Erscheinung tritt.
Murray spielte unter anderem in Das Monster aus der Tiefe, Beastmaster – Herr der Wildnis, Sekai Gyoten News und Battlegroup mit. Sein Schauspieldebüt gab er 1993 mit einer kleinen Statistenrolle in dem Fernsehfilm Geiselnahme im Einkaufszentrum. Es folgen vor allem kleinere Rollen in verschiedenen Fernsehproduktionen.
Brad McMurray war auch in Die Todeskandidaten und in der Fernsehserie Die verlorene Welt zu sehen.

## Filmografie (Auswahl)
- 1993: Power Cop (Fernsehfilm)
- 1993: Time Trax – Zurück in die Zukunft (Time Trax, Fernsehserie, 1 Folge)
- 1993: Paradise Beach (Fernsehserie, 1 Folge)
- 1993: Mission – Alien (Official Denial, Fernsehfilm)
- 1994: Ocean Girl (Fernsehserie, 1 Folge)
- 1995: Fire (Fernsehserie, 2 Folgen)
- 1998: Gargantua – Das Monster aus der Tiefe (Gargantua, Fernsehfilm)
- 1999–2000: Die verlorene Welt (The Lost World, Fernsehserie, 4 Folgen)
- 1999–2002: Beastmaster – Herr der Wildnis  (Fernsehserie, 5 Folgen)
- 2000: Flippers neue Abenteuer (Flipper, Fernsehserie, 1 Folge)
- 2001: Teen Star (Fernsehfilm)
- 2002: Countdown – Der Tod fährt mit (Seconds to Spare, Fernsehfilm)
- 2002: S.O.S. – Angriff auf das Traumschiff (Counterstrike, Fernsehfilm)
- 2002–2003: Jeopardy (Fernsehserie, 2 Folgen)
- 2004: Godzilla: Final Wars
- 2005: Sekai Gyoten News (Fernsehserie, 1 Folge)
- 2006: Stephen Kings Alpträume (Nightmares & Dreamscapes: From the Stories of Stephen King, Fernsehserie, Folge: Battleground)
- 2007: Die Todeskandidaten (The Condemned)
- 2007: The Underdog’s Tale
- 2008: Sea Patrol (Fernsehserie, 3 Folgen)
- 2008: Among Dead Men
- 2008: The Horseman (auch: The Horseman – Mein ist die Rache)
- 2008: Singh Is Kinng
- 2008: Crooked Business
- 2008: A League of Gentlemen? (Kurzfilm)
- 2010: K9 (Fernsehserie, eine Folge)
- 2011: Sindbad und der Minotaurus (Sinbad and the Minotaur, Fernsehfilm)
- 2012: Fatal Honeymoon (Fernsehfilm)
- 2012: Blood Money
- 2012: Bad Karma – Keine Schuld bleibt ungesühnt (Bad Karma)
- 2012: Agent Provocateur
- 2013: Absolute Deception
- 2013: Miss Fishers mysteriöse Mordfälle (Miss Fisher’s Murder Mysteries, Fernsehserie, 1 Folge)
- 2014: The Day After Today (Kurzfilm)
- 2014: Dying of the Light – Jede Minute zählt (Dying of the Light)
- 2015: A Woman’s Deeper Journey Into Sex (Doku)
- 2015: San Andreas
- 2015: Pawno
- 2015: Expiration Date (Kurzfilm)
- 2016: Nice Package
- 2016: Black Comedy (Fernsehserie, 1 Folge)
- 2016: Mako – Einfach Meerjungfrau (Mako Mermaids, Fernsehserie, 1 Folge)
- 2016: Burns Point
- 2016: Brock (Fernsehserie, 1 Folge)
- 2016: Nachbarn (Neighbours, Fernsehserie, 18 Folgen)
- 2017: Emporium (Kurzfilm)
- 2017: Blue Murder: Killer Cop (Fernsehserie, 1 Folge)
- 2018: El Mirador
- 2018: Thicker Than Water
- 2018: Home and Away (Fernsehserie, 5 Folgen)
- 2018: The Hunters’ Club
- 2018: Dead Lucky (Fernsehserie, 2 Folgen)
- 2018: Here There Be Monsters (Kurzfilm)
- 2018: Tidelands (Fernsehserie, 7 Folgen)
- 2019: Harrow (Fernsehserie, 2 Folgen)
- 2019: Lambs of God (Fernsehserie, 4 Folgen)
- 2019: Reef Break (Fernsehserie, 2 Folgen)
- 2020: Bloody Hell
- 2020: Project Rainfall (Occupation: Rainfall)
- 2021: Slugger (Kurzfilm)
- 2021: Godzilla vs. Kong
- 2021: Mr Inbetween (Fernsehserie, 2 Folgen)